# The Brothers (film 1913 Reid)
The Brothers è un cortometraggio muto del 1913 interpretato e diretto da Wallace Reid.

## Produzione
Il film fu prodotto dalla American Film Manufacturing Company (com Flying A).

## Distribuzione
Distribuito dalla Mutual Film, il film - un cortometraggio di una bobina - uscì nelle sale cinematografiche USA il 5 maggio 1913.